# Miljonärerna
Miljonärerna var en dokusåpa i Kanal 5 som producerades och sändes 2006. Till skillnad från flera andra liknande serier är det de som första blir utslagna ur serien som får vara med och dela på prissumman. Programledare varPontus Gårdinger.
Serien blev en flopp för Kanal 5 som beslutade att lägga serien på is och vänta med att visa resterande avsnitt till senare tillfälle. Från och med sommaren 2008 visade Kanal5 serien i sin helhet på Kanal5.se - Webb-TV.